# 가모노쇼촌
가모노쇼촌(鴨庄村)은 효고현 히카미군에 설치되었던 촌이다. 현재의 단바시에 해당한다.

## 역사
- 1889년 4월 1일 - 정촌제 시행에 의해 4촌의 구역을 가지고 성립하였다.
- 1955년 3월 20일 - 요시미촌, 사키야마촌, 다케다촌, 미와촌과 합병해 이치지마정이 성립, 동일가모노쇼촌은 폐지되었다.

## 교통

### 도로
현재는 구촌지역에  마이즈루 와카사 자동차 도로가 구촌지역을 통과하지만, 당시에는 미개통 상태였다.

## 참고문헌
- 角川日本地名大辞典 28 兵庫県